# Dogecoin
Dogecoin ('doʊ(d)ʒkɔɪn, kod: DOGE, symbol: Ð) – kryptowaluta stworzona w 2013 r. przez programistów Billy'ego Markusa i Jacksona Palmera. Postanowili oni stworzyć system płatności jako żart, wyśmiewając w ten sposób trwające w tym czasie ryzykowne spekulacje na rynku kryptowalut. Nazwa oraz logo pochodzą od Pieseła, internetowego mema, który przedstawia psa rasy Shiba Inu. Waluta została wprowadzona do obiegu 6 grudnia 2013 roku i szybko stworzyła swoją własną społeczność internetową. 8 maja 2021 r. Dogecoin osiągnął rekordową kapitalizację rynkową rzędu 92 miliardów dolarów amerykańskich.

## Historia
Dogecoin został stworzony jako żart przez programistę IBM Billy'ego Markusa oraz programistę Adobe Jacksona Palmera. Chcieli oni stworzyć walutę internetową o modelu peer-to-peer, która mogłaby trafić do szerszej społeczności niż Bitcoin. Nie chcieli też, by była ona łączona z kontrowersyjną przeszłością innych kryptowalut. Został oficjalnie wypuszczony 6 grudnia 2013 roku, a w ciągu pierwszego miesiąca stronę dogecoin.com odwiedziło ponad milion internautów.
Przekucie pomysłu w rzeczywistość przypisuje się Palmerowi, który był w owym czasie członkiem działu marketingowego Adobe Systems w Sydney. Kupił on domenę dogecoin.com i dodał na niej ekran powitalny z logo waluty i tekstem w czcionce Comic Sans. Markus nawiązał kontakt z Palmerem po zobaczeniu strony i rozpoczął pracę nad stworzeniem kryptowaluty. Jej protokół opierał się na istniejących walutach Luckycoin i Litecoin, które wykorzystują scrypt jako matematyczny dowód wykonywanych działań (Proof of Work). Użycie scryptu oznacza, że do kopania Dogecoina nie można używać układów korzystających z SHA-256, lecz kosztowniejszych i trudniejszych w produkcji koparek FPGA i ASIC.

19 grudnia 2013 roku nastąpił pierwszy gwałtowny wzrost wartości Dogecoina, z 0,00026 USD do 0,00095 USD, o ponad 300% w 72 godziny. Wzrost ten nastąpił w momencie, gdy bitcoin oraz wiele innych kryptowalut traciło na wartości z powodu decyzji chińskiego rządu, zakazującej chińskim bankom inwestowanie w bitcoina. Trzy dni później Dogecoin spadł o 80% z wyżej wymienionego powodu oraz z powodu niewielkiej mocy obliczeniowej potrzebnej do jego wydobycia, co było nadużywane przez duże mining pools.
25 grudnia 2013 roku zhackowano internetowy portfel Dogewallet i skradziono miliony dogecoinów. Haker uzyskał dostęp do systemu plików platformy i tak zmodyfikował jej stronę do wysyłania/odbierania monet, by wysyłała wszystkie monety na jeden adres. Ten incydent spowodował wylew tweetów na temat Dogecoina, przez co stał się on najczęściej wzmiankowanym altcoinem na Twitterze. By wspomóc tych, którzy stracili pieniądze w wyniku ataku, społeczność Dogecoina rozpoczęła akcję „SaveDogemas”; w ciągu miesiąca zebrano wystarczająco pieniędzy, by całkowicie pokryć straty.
W styczniu 2014 roku wolumen obrotów Dogecoina chwilowo przerósł wolumen bitcoina i wszystkich innych kryptowalut razem wziętych. Jego kapitalizacja nadal jednak była znacznie mniejsza. Początkowo Dogecoin przewidywał losowe nagrody za każdy wygenerowany blok, lecz w marcu 2014 roku ustalono stałą nagrodę w wysokości 10 tys. monet.
W kwietniu 2015 roku Jackson Palmer ogłosił swój „długi urlop” od społeczności kryptowalutowej
Podczas bańki kryptowalutowej w 2017 i na początku 2018 Dogecoin osiągnął rekordową cenę 0,017 USD dnia 7 stycznia 2018 roku. Osiągnął wtedy kapitalizację bliską 2 miliardów dolarów.
W styczniu 2021 roku cena Dogecoina wzrosła o ponad 800% w ciągu 24 godzin, osiągając 0,07 USD. Był to wynik działalności użytkowników Reddita, częściowo zachęconych przez Elona Muska oraz short squeeze akcji GameStopu. W lutym 2021 roku Dogecoin osiągnął cenę 0,08 USD po pozytywnych dla kryptowaluty tweetach ze strony Muska, Snoop Dogga i Gene Simmonsa. W marcu właściciel Dallas Mavericks Mark Cuban zapowiedział, że bilety na mecze jego zespołu będzie można kupować za pomocą Dogecoina. W ciągu dwóch dni przeprowadzono ponad 20 tys. transakcji.
14 kwietnia 2021 r. kryptogiełda Coinbase weszła na giełdę NASDAQ, co spowodowało znaczny wzrost cen kryptowalut, w tym Dogecoina, choć samo Coinbase nie oferowało go na swojej liście. Tego dnia Dogecoin osiągnął cenę 0,10 USD, a dwa dni później 0,45 USD (wzrost o 400% w ciągu tygodnia). Wolumen obrotu wyniósł wtedy prawie 70 miliardów dolarów w ciągu 24 godzin, a kapitalizacja rynkowa osiągnęła 50 miliardów dolarów, dzięki czemu Dogecoin stał się piątą największą kryptowalutą na rynku. W ciągu roku jego wartość wzrosła o 7000%. Nagły wzrost zainteresowania Dogecoinem przyczynił się do awarii sekcji kryptowalutowej platformy transakcyjnej Robinhood dnia 15 kwietnia. Niespotykany dotąd popyt wywołał u ekspertów niepokój o możliwą bańkę spekulacyjną na rynku kryptowalut.
9 maja 2021 r. firma Geometric Energy Corporation ogłosiła podpisanie kontraktu ze SpaceX na przeprowadzenie misji DOGE-1. Ma to być pierwsza w historii komercyjna misja kosmiczna sfinansowana w całości za pomocą kryptowaluty Dogecoin. Elon Musk potwierdził te zapowiedzi na swoim koncie na Twitterze. Ładunek to satelita o masie 40 kg, który zostanie wystrzelony jako ładunek dodatkowy na szczycie rakiety Falcon 9 w pierwszym kwartale 2022 roku.

## Parametry
Protokół Dogecoina w dużej mierze opiera się na walucie Litecoin, a zasadniczą różnicą jest częstość przetwarzania bloków. Sieć Dogecoina robi to co minutę, podczas gdy Litecoina – co 2,5 minuty. Dogecoin rozpoczął z limitem monet możliwych do wygenerowania ustawionym na 100 miliardów, co znacznie przewyższało limity najważniejszych kryptowalut w owym czasie. Liczbę tę osiągnięto w połowie 2015 roku i od tamtej pory każdego roku do obiegu wprowadzanych jest kolejne 5 miliardów Dogecoinów. Przekłada się to na nagrodę rzędu 10 tys. monet za każdy wygenerowany blok. W ten sposób Dogecoin stał się walutą inflacyjną. Stopa inflacji Dogecoina będzie zmniejszać się w czasie, zaczynając od 5% w 2015 roku do niecałych 4% w 2019, 3% do 2027 i 2% do 2035 roku.

## Fundraising

### Zimowe Igrzyska Olimpijskie 2014
Społeczność Dogecoina wspiera akcje fundraisingowe dla organizacji charytatywnych oraz na inne cele. 19 stycznia 2014 roku powstała zbiórka, której celem było zebranie 50 000 dolarów dla jamajskiej drużyny bobslejowej, która zakwalifikowała się na Zimowe Igrzyska Olimpijskie 2014 w Soczi, lecz nie było jej stać by tam pojechać. W ciągu dwóch pierwszych dni zebrano 36 000 dolarów, a kurs wymiany Dogecoina do bitcoina wzrósł o 50%. Zbierano również fundusze dla hinduskiego saneczkarza Shivy Keshevana.

### Doge4Water
Zachęcona sukcesami akcji z okazji Igrzysk Olimpijskich oraz innych pomniejszych zbiórek, Dogecoin Foundaiton, prowadzona przez Erica Nakagawę, rozpoczęła we współpracy z Charity: Water zbiórkę na budowę tamy na rzece Tana w Kenii. Jako cel obrano zebranie 40 000 000 Dogecoinów (w owym czasie równowartość 30 000 USD) przed Światowym Dniem Wody (22 marca). Kampania zakończyła się powodzeniem; zebrano datki od ponad 4000 osób, w tym od pewnego anonimowego darczyńcy, który samodzielnie wpłacił 14 000 000 monet (11 000 USD).

### NASCAR

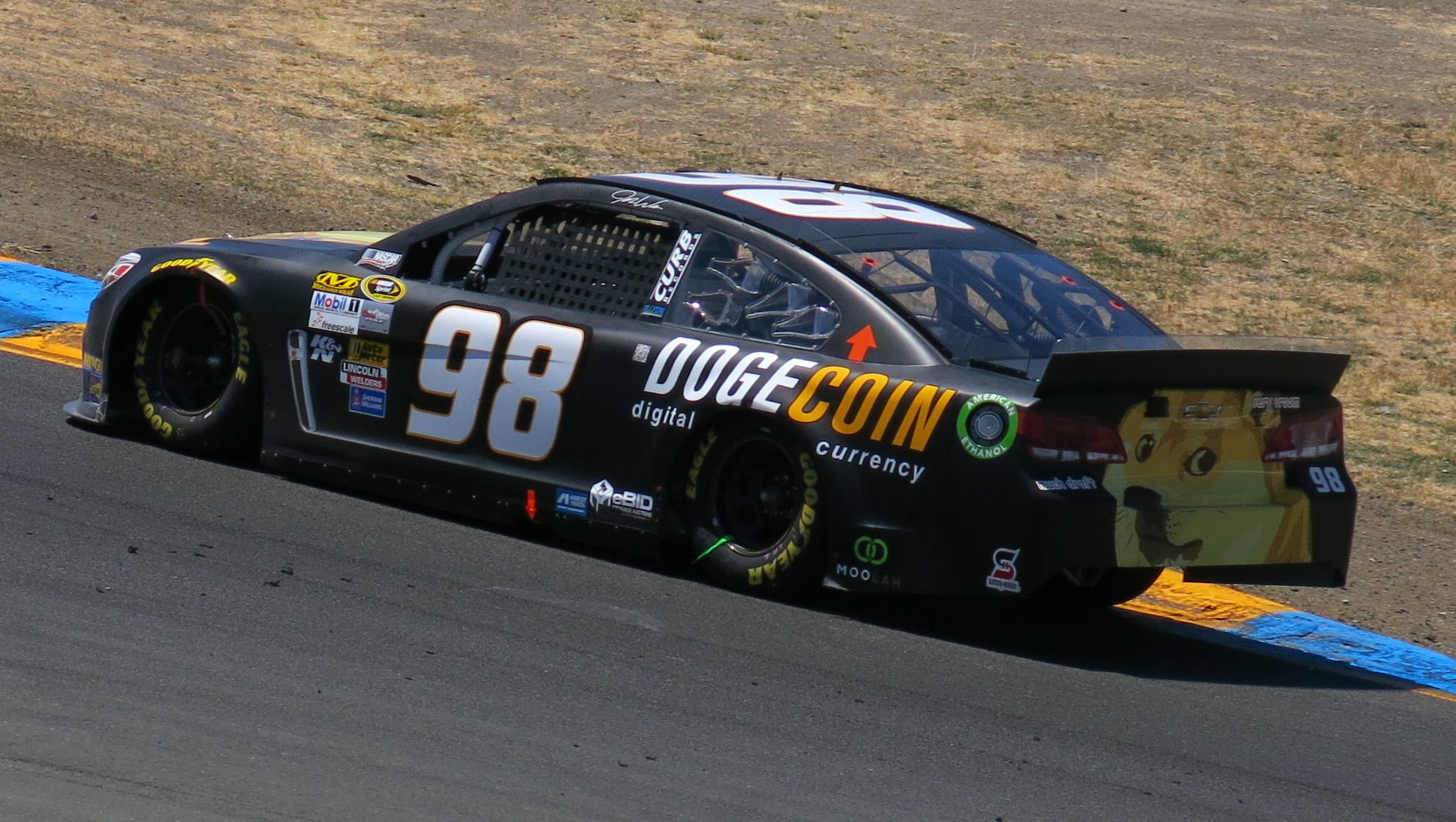
Sponsorowany przez Dogecoina samochód Josha Wise′a, 2014 r.

25 marca 2014 roku społeczność Dogecoina zebrała 67,8 mln monet (55 000 USD) dla Josha Wise′a, kierowcy startującego w NASCAR Sprint Cup Series. Wise po raz pierwszy wystartował w swoim pomalowanym na motyw Dogecoina samochodzie o numerze 98, nazywanym Dogecar lub „Moonrocket”, w wyścigu Aaron's 499 na torze Talladega Superspeedway. Wise i jego samochód mieli prawie minutę czasu antenowego w czasie transmisji, podczas którego komentatorzy mówili o kryptowalucie i zbiórce pieniędzy. Wise zajął 20. miejsce, parokrotnie unikając kolizji podczas wyścigu. 16 maja dzięki internetowemu głosowaniu Wise uzyskał miejsce w wyścigu Sprint All-Star Race; dużą zasługę miała w tym społeczność Dogecoina. Ukończył wyścig jako ostatni, na 15. miejscu. W następnym wyścigu, Coca-Cola 600, Wise jechał w kasku z logami Dogecoina i portalu Reddit. Dogecar został dodany w jednym z DLC do gry NASCAR ’14 jako grywalny samochód.
2 marca 2021 r. zespół B.J. McLeod Motorsports startujący w NASCAR Xfinity Series ogłosiło, że Dogecoin będzie współsponsorował ich samochód o numerze 99 w wyścigu Alsco Uniforms 300 w Las Vegas. Samochodem kierował Stefan Parsons, który zajął 36. miejsce, po tym jak problemy z układem paliwowym uniemożliwiły mu ukończenie wyścigu. Co ciekawe, jego ojciec Phil był właścicielem zespołu, który wystawił samochód Wise′a siedem lat wcześniej.